# Euploea negleyana
Euploea negleyana är en fjärilsart som beskrevs av Holland 1887. Euploea negleyana ingår i släktet Euploea och familjen praktfjärilar. Inga underarter finns listade i Catalogue of Life.